# 犀鸟科

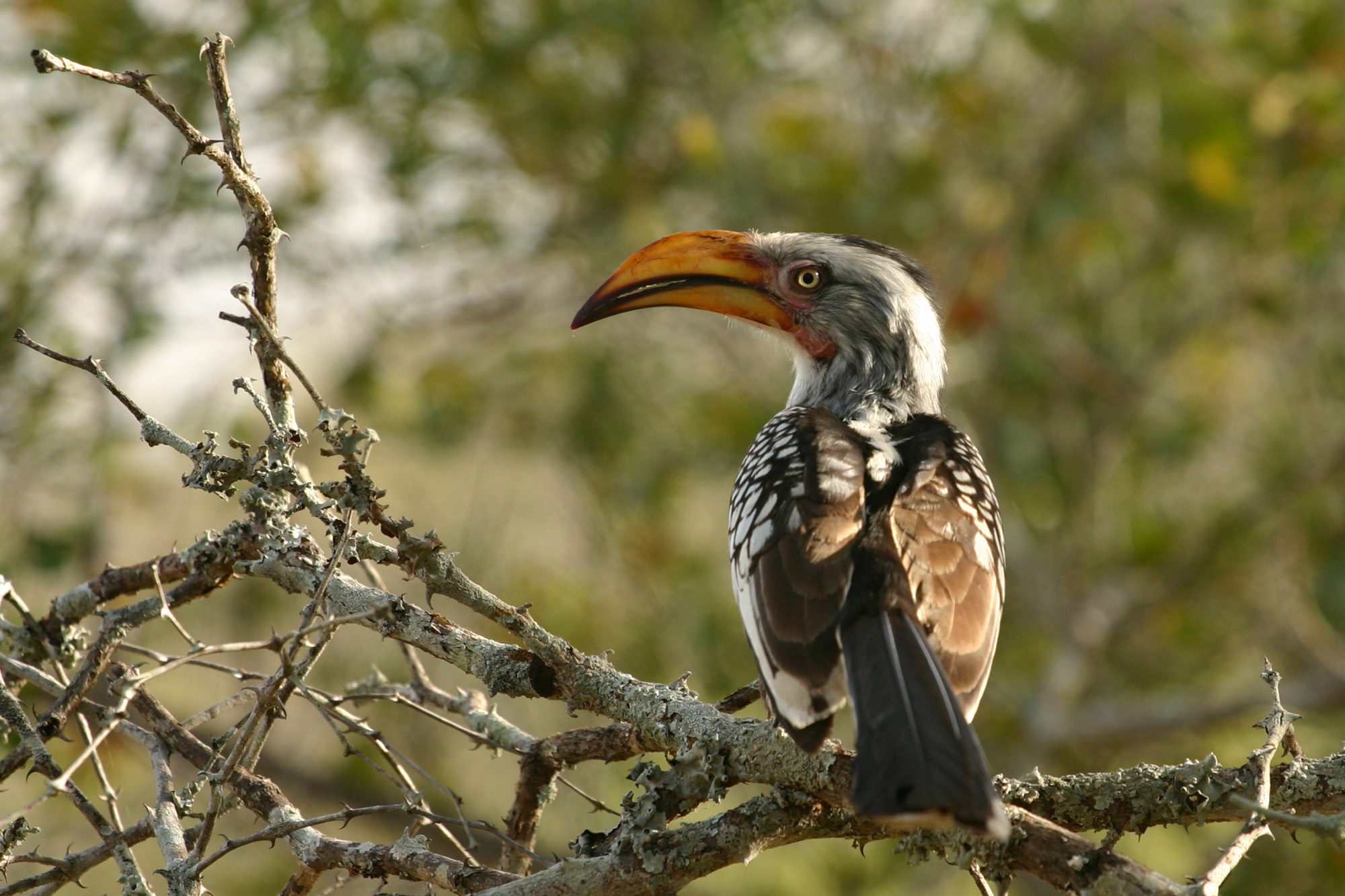
弯嘴犀鸟属的黄嘴犀鸟

犀鸟科，在动物分类学上是鸟纲犀鳥目中的一个科。在一些分类系统中，本科鸟类也常被单独列为犀鸟目(Bucerotiformes)。

## 特征
犀鸟是一種珍貴而漂亮的大型鳥類，嘴的長度占了身長的1/3到一半，在它的頭上長有一個銅盔狀的突起，叫做盔突，就好像犀牛角一樣，因而得名犀鳥。
犀鸟体长约75公分；背面羽毛纯黑，具绿色金属光泽；翼缘和飞羽先端白色。

## 习性
犀鸟科为杂食性鸟类，以水果、昆虫和小型脊椎动物为食。它們一般喜歡棲息在密林深處的參天大樹（如熱帶雨林茂密的樹）上，吃的是樹上的果實，還有昆蟲等等。
在繁殖季節多成對活動，而在非繁殖季節則大群活動。每年夏天，成對的犀鳥，會選擇高大樹幹的洞穴作巢產卵。產完卵後的它們就把洞口堵上，只留下一個可以使雌鳥伸出嘴尖的小洞。這樣起到保護雌鳥並使其安心孵化小犀鳥的作用。而雄犀鳥則負責為妻子和小鳥不斷的提供充足的食物，保證雌鳥的營養和滿足小犀鳥生長發育的需要。

## 分布
犀鸟科共有约57种，分布在非洲撒哈拉沙漠以南地区和南亚、东南亚的热带地区，其中六个种在中国有分布。
中國的犀鳥大多生活在雲南西南部如勐腊縣，金平縣，以及廣西南部，有白喉犀鳥，棕頸犀鳥，斑犀鳥，雙角犀鳥四種，均為國家二級保護動物。千多年前的香港，曾經是熱帶雨林，均可能是犀鳥的分佈地。現時在香港公園、九龍公園、海洋公園、香港動植物公園飼養的犀鳥當中，前兩者所養的是雙角犀鳥，後者為紅喙犀鳥。
马来西亚的犀鳥大多生活在砂拉越，沙巴，柔佛州等地区，而还有一些政治社团用犀鸟的图案做为标志。